# Площадь Победы (Ханкенди)
Площадь Победы (азерб. Zəfər meydanı), в советские годы — площадь имени В. И. Ленина (азерб. Lenin meydanı, арм. Լենինի հրապարակ), — центральная площадь города Ханкенди в Азербайджане.

## Постройки вокруг площади

### Здание областного партийного комитета
Сама площадь расположена перед этим зданием. В советский период являлось зданием областного партийного комитета. Это здание было введено в эксплуатацию в 1960 году. Автором здания являлся азербайджанский архитектор Гасан Меджидов.

### Здание областного исполкома
Слева со стороны площади от здания бывшего областного партийного комитета расположено здание, которое в советский период являлось зданием областного исполкома. Это здание было введено в эксплуатацию в 1972 году. Автором этого здания был азербайджанский архитектор Насруллах Кенгерли.

### Отель «Карабах»[10]
Справа со стороны площади от здания бывшего областного партийного комитета расположен отель «Карабах». Автором этого здания был азербайджанский архитектор Энвер Гасымзаде. Отель был сдан в эксплуатацию в середине XX века. В 2023 году, после возвращения города Ханкенди под контроль Азербайджана, по поручению президента Азербайджана Ильхама Алиева в отеле начались ремонтные, реставрационные и реконструкционные работы, в результате чего зданию был возвращен первоначальный вид и отелю было возвращено прежнее название «Карабах».

### Ханкендинский Конгресс-центр
Примерно напротив здания бывшего областного партийного комитета и отеля «Карабах» строится Ханкендинский Конгресс-центр, фундамент которого был заложен 5 июля 2024 года президентом Азербайджана Ильхамом Алиевым в ходе своего визита в город Ханкенди. Согласно проекту предусмотрено, что в комплекс Конгресс-центра будет входить и отель «Ханкенди».

## История
В советские годы на круглую площадь города выходил проспект Кирова — основная транспортная артерия города. С этой же площади брали начало также улицы Ленина и Горького. Площадь была застроена зданиями культурно-просветительского назначения. Также здесь планировалось построить Дом культуры и музыкальную школу. В центре площади был разбит сквер имени Шаумяна. Интересным, по словам архитектора Рены Эфендизаде, было архитектурно-пространственное решение площади. На площади, перед зданием обкома партии был расположен памятник Владимиру Ленину.
Во время контроля непризнанной Нагорно-Карабахской Республики называлась там «площадью Возрождения» (арм. Վերածննդի հրապարակ). В независимом Азербайджане площадь называлась «Центральной площадью» (азерб. Mərkəzi meydan).
15 октября 2023 года в ходе своего визита в город Ханкенди, президент Азербайджана Ильхам Алиев поднял на этой площади государственный флаг Азербайджана.
8 декабря 2023 года на этой площади в честь третьей годовщины победы Азербайджана во Второй карабахской войне осени 2020 года был проведён военный парад, который принимал Верховный главнокомандующий Вооружёнными Силами, президент Азербайджана Ильхам Алиев, а командовал парадом первый заместитель министра обороны — начальник Генерального штаба Азербайджанской армии генерал-полковник Керим Велиев.
18 марта 2024 года во время визита президента Азербайджана Ильхама Алиева в город Ханкенди, на центральной площади города им был разожжён праздничный костёр по случаю праздника Новруз. Во время своей поздравительной речи, Ильхам Алиев объявил новое название для этой площади — «площадь Победы».